# St. Peter und Paul (Pahnstangen)

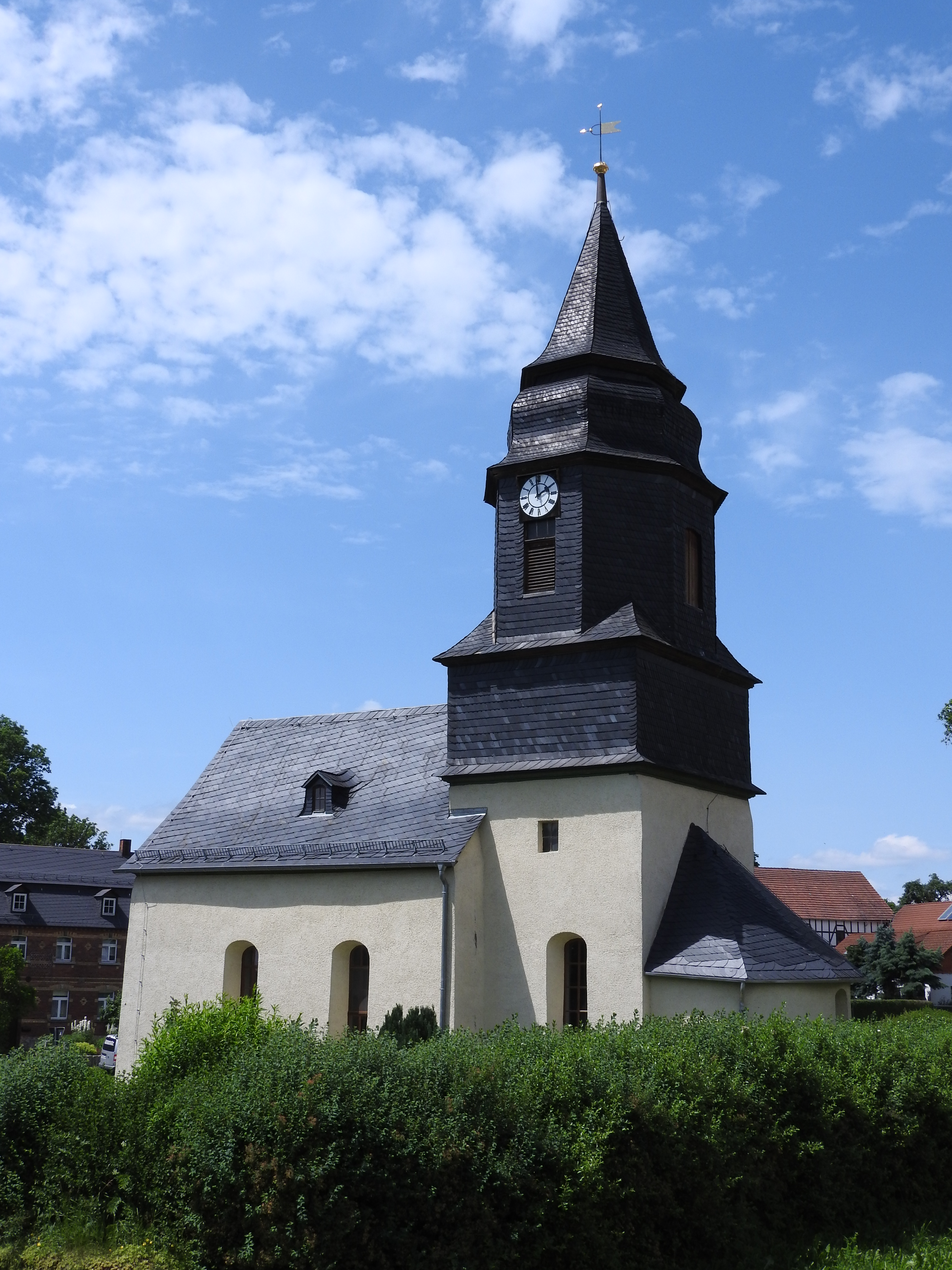
St. Peter und Paul

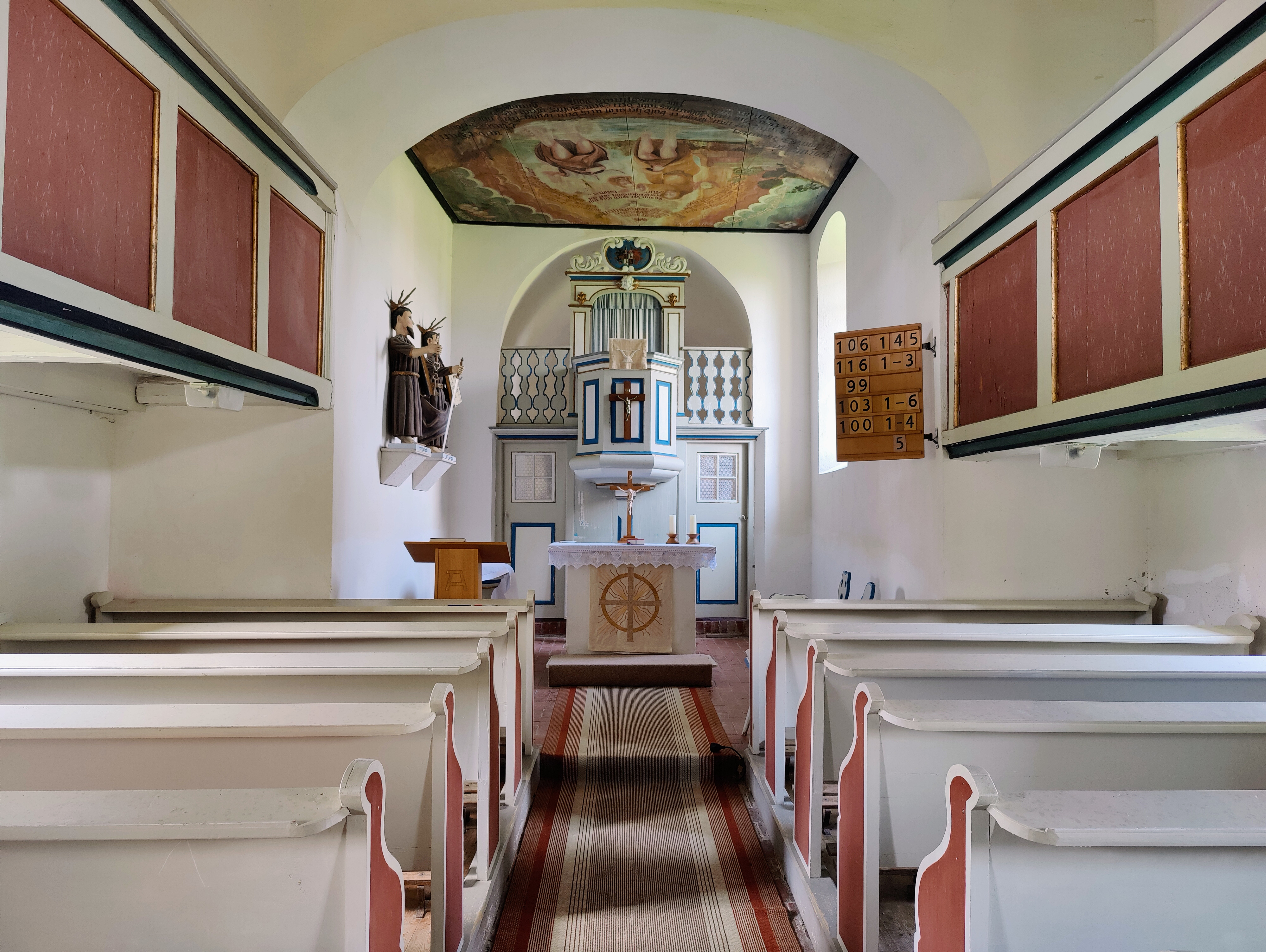
Innenraum (2022)

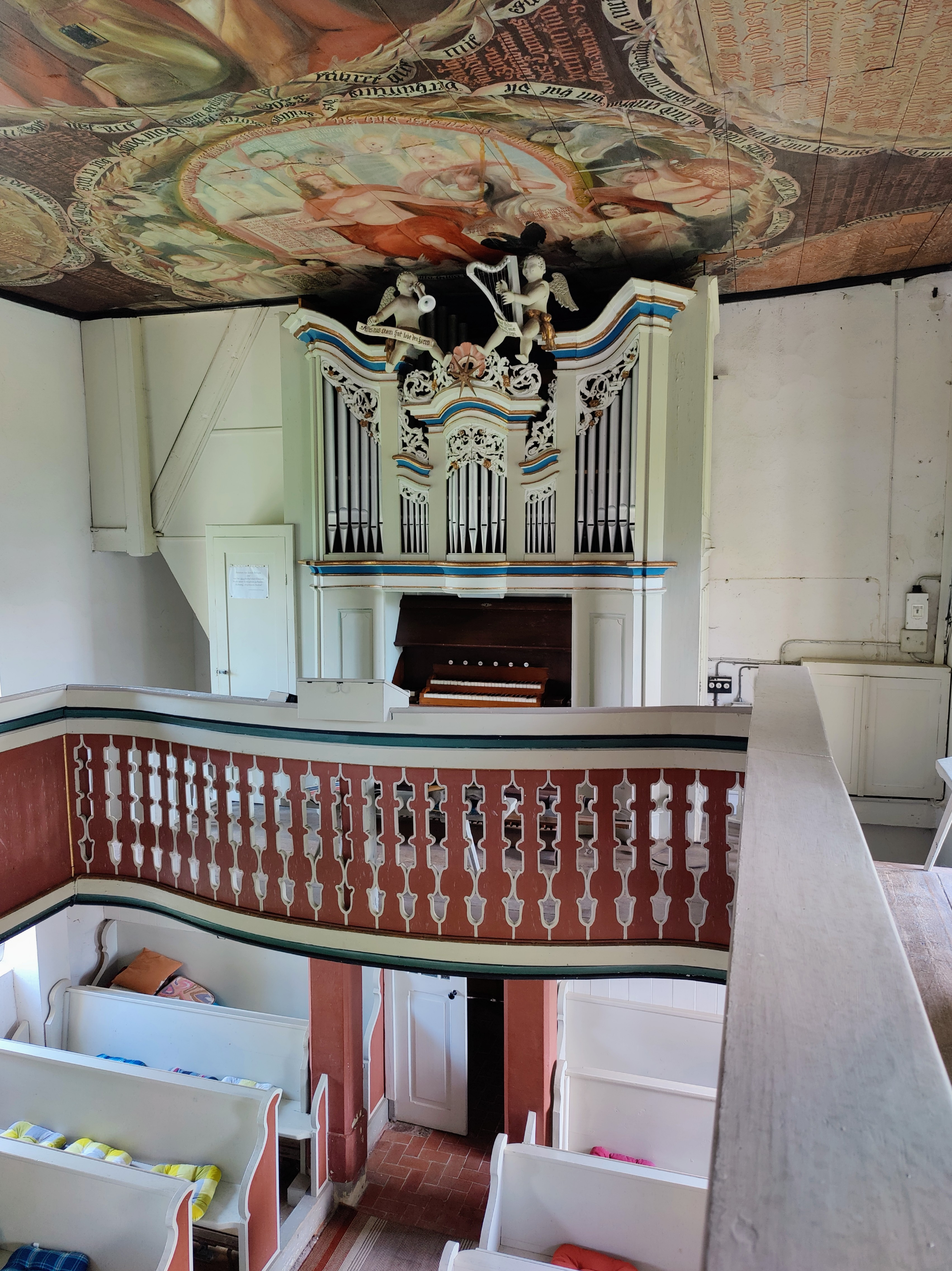
Blick zur Orgel

Die evangelisch-lutherische, denkmalgeschützte Kirche St. Peter und Paul steht in Pahnstangen, einem Ortsteil der Gemeinde Neundorf im Saale-Orla-Kreis in Thüringen. Die Kirchengemeinde Pahnstangen gehört zum Pfarrbereich Oettersdorf-Neundorf im Kirchenkreis Schleiz der Evangelischen Kirche in Mitteldeutschland.

## Beschreibung
Die kleine romanische Saalkirche erhielt 1693 und 1781 durch Umbauten ihre heutige Gestalt. An das Langhaus schließt sich ein eingezogener quadratischer Chorturm an. Angefügt ist eine kleine Apsis im Osten. Sämtliche Dächer sind schiefergedeckt, sowohl das Satteldach des Langhauses als auch der Aufsatz des Turms, der zunächst quadratisch ist und in ein achteckiges Geschoss für den Glockenstuhl übergeht. Bekrönt wird er mit einem spitzen dreifach gestuften Helm. 
Der Innenraum hat eingeschossige Emporen und ist mit einer Flachdecke überspannt. Im Chor ist sie mit der Taufe Jesu bemalt, im Kirchenschiff mit der Himmelfahrt. Die Kanzel ist mit Rokoko-Ornamenten verziert. Die Orgel mit sechs Registern, verteilt auf zwei Manuale und Pedal, wurde 1898 von Ernst Poppe & Sohn gebaut.